# Callicarpa moldenkeana
Callicarpa moldenkeana là một loài thực vật có hoa trong họ Hoa môi. Loài này được A.Rajendron & P.Daniel mô tả khoa học đầu tiên năm 1993.